# Coelioxys analis
Coelioxys analis là một loài Hymenoptera trong họ Megachilidae. Loài này được Friese mô tả khoa học năm 1911.
Loài này phân bố ở Zimbabwe.